# Maro Balić
Pour les articles homonymes, voir Balić (homonymie).
Maro Balić, né le 5 juin 1971, est un joueur de water-polo croate.

## Carrière
Avec l'équipe de Croatie de water-polo masculin, Maro Balić est médaillé d'argent aux Jeux olympiques d'été de 1996 à Atlanta.